# Erhardt K.J. Frijs
Erhardt K.J. Frijs, Erhardt Kragh-Juel-Vind-Frijs (ur. 17 kwietnia 1912 w Juellinge, zm. 19 lutego 1940 w rejonie Käkisalmi) – duński pilot wojskowy, ochotnik w armii fińskiej podczas wojny zimowej 1939–1940.
Pochodził z książęcego rodu. Na pocz. lat 30. wstąpił do armii duńskiej. 20 września 1934 r. awansował do stopnia podporucznika. W 1937 r. przeszedł przeszkolenie lotnicze jako pilot. 1 lutego 1939 r. został porucznikiem rezerwy. Pod koniec 1939 r. przyjechał do Finlandii, walczącej od 30 listopada z ZSRR. Wstąpił ochotniczo do fińskiego lotnictwa wojskowego. Otrzymał przydział w stopniu porucznika do LLv24. Latał na myśliwcu Fokker D.XXI. Uzyskał 1 i 1/2 zwycięstwa powietrznego, zestrzeliwując wespół z 2 innymi pilotami 30 stycznia 1940 r. w rejonie Virolahti bombowiec SB-2, zaś 17 lutego w okolicy Kämäränjärvi kolejny SB-2. 19 lutego nad Käkisalmi został zestrzelony przez myśliwiec Polikarpow I-16.